# Sanpasaurus
Sanpasaurus („Ještěr ze Sanpa“) byl rod vývojově primitivního sauropodního plazopánvého dinosaura, žijícího v období spodní až střední jury (asi před 180 až 170 miliony let) na území dnešní jižní Číny (provincie S’-čchuan).

## Historie

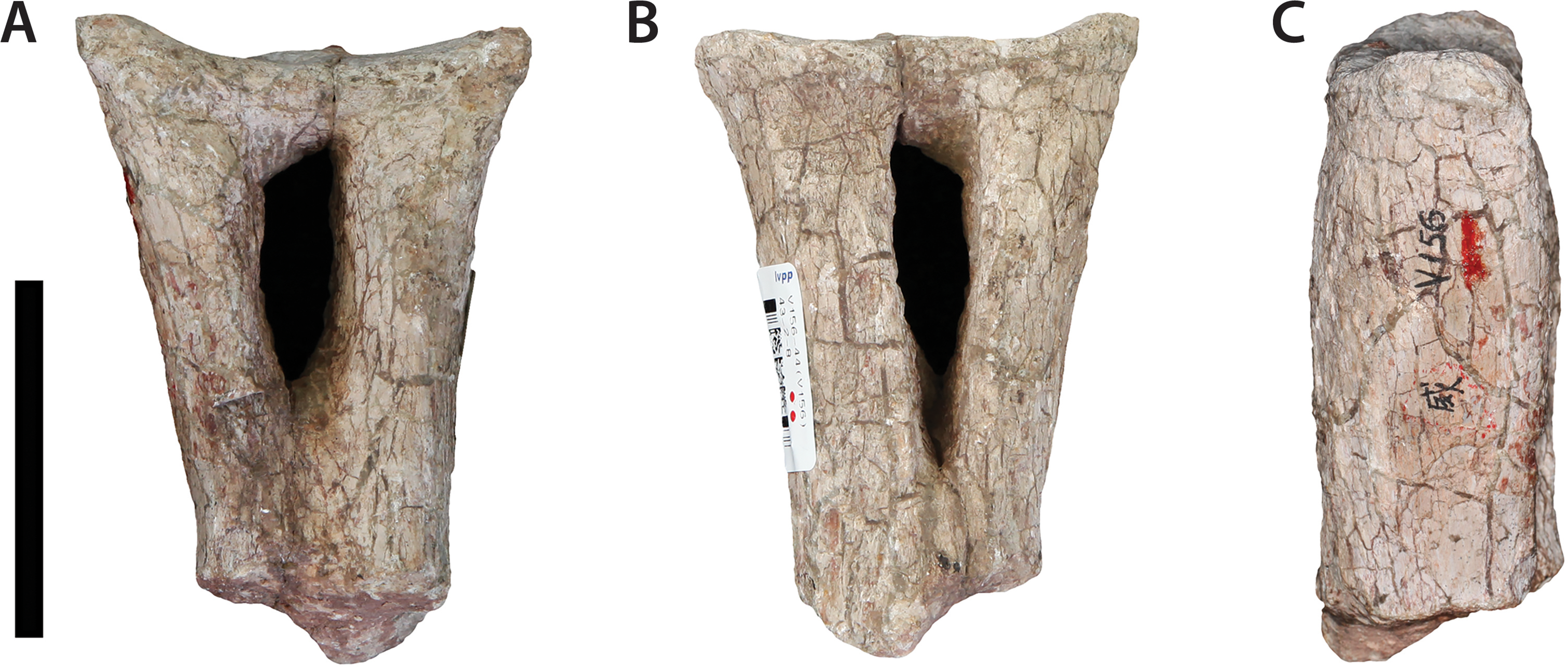
Výběžek stydké kosti (hemální oblouk) sanpasaura.

Formálně byl druh S. yaoi popsán roku 1944 čínským paleontologem Jangem Čung-ťienem na základě fosilního materiálu (holotyp s označením IVPP V.156) v podobě dvaceti obratlů a dalších kosterních prvků (lopatek a kostí končetin), objevených v sedimentech souvrství C'-liou-ťing (anglicky Ziliujing; člen Ma-an-šan). Jang se původně domníval, že se jedná o jakéhosi dosud neznámého ornitopoda, revize materiálu z roku 2016 však prokázala, že šlo ve skutečnosti o sauropoda s nejistým fylogenetickým postavením.